# Abimo
Abimo is een Belgische uitgeverij, opgericht in 1993 die zich specialiseert in educatieve uitgaven, kinder- en jeugdboeken. Zij is gevestigd in Gent. De uitgeverij brengt regelmatig boekjes en materiaal uit voor het kleuter- en basisonderwijs, en geeft regelmatig jeugdboeken uit, in totaal ongeveer 60 publicaties per jaar. Abimo publiceert ook lesmateriaal, zoals materiaalkisten voor scholen, creaboeken en landkaarten.
Eind 2013 kwam Abimo onder de vleugels van uitgeverij Pelckmans. Thom Pelckmans werd de nieuwe directeur.
In 2016 werd de uitgeverij onder Pelckmans Uitgevers opgesplitst. Het jeugdboekenfonds werd ondergebracht bij Van Halewyck en Abimo legt zich sindsdien enkel nog toe op educatieve, algemene en professioneel-wetenschappelijke uitgaven en verzorgt opleidingen. 

## Auteurs bij Abimo
- Patrick Bernauw
- Dirk Bracke
- Marc de Bel
- Geert De Kockere
- Patricia De Landtsheer
- Luc Descamps
- Bavo Dhooge
- Guy Didelez
- An Melis
- Frank Pollet
- Mark Tijsmans
- Johan Vandevelde
- Roger Vanhoeck
- Karel Verleyen
- Moniek Vermeulen
- Kathelijn Vervarcke